# Warburg
Warburg (phát âm tiếng Đức: [ˈvaːɐ̯bʊʁk] ⓘ; Westphalia: Warberich hay Warborg) là một thị trấn nằm ở phía đông bang Nordrhein-Westfalen, miền trung nước Đức. Nơi đây thuộc huyện Höxter, vùng Detmold và có con sông Diemel chảy qua.